# Nothomyia dubia
Nothomyia dubia är en tvåvingeart som beskrevs av Brauer 1882. Nothomyia dubia ingår i släktet Nothomyia och familjen vapenflugor. Inga underarter finns listade i Catalogue of Life.